# 三無主義教育
三無主義教育（さんむしゅぎきょういく）とは、大正期から昭和初期にかけて官立横浜高等工業学校の初代校長鈴木達治によって行われた、無試験・無採点・無賞罰の三無を貫いた教育方法のことである。

## 概要
鈴木達治は東京工業高等学校の教授時代にも無試験主義を貫いていたが、横浜高等工業学校の校長になると三無主義教育を学校の方針として本格的に導入した。無試験というのは「定期試験を行わない」ということで、小テストを絶えず行うことで、生徒がどういう点を理解し得ないかが分かり、教師が生徒の無理解に無頓着に授業を進めることが防げると考えた。また無採点とはテストの答案はすぐに添削採点して返すことで、生徒を大いに啓発できるとし、テストは生徒を脅す道具ではなく生徒を教える道具であると考えた。横浜高等工業学校では昭和3年(1928年）から入学試験も廃止した。鈴木達治は「中学卒業生はすべて高工に入学しうるはずだ」と考えて、中学時代の成績と面接試問をもとにして入学者を選抜する方針をとった。筆記試験を無くすと「情実が入る」という反対意見もあったが、鈴木達治は「工業家の子弟には多少の便宜を与えても差し支えなかろう」「情実も公然として行えば良い」という見識を示した。無賞罰とは「生徒の表彰や処罰を行わない」ということである。

## 鈴木達治の教育思想

### 自由教育
鈴木は「我が校の教育方針はいわゆる自由教育である」と述べている。鈴木の言う自由教育は「人間をこしらえる」ことであり、職業的教育ではなく、人間的教育であるとし、我が校に学び，我が校を終えて社会に出る者は「造りあげられた人間」という一点に帰するとした。

### 無試験・無採点
鈴木は、「我が校には進級試験も卒業試験もなく、学期末に試験準備のために全てを犠牲にし、はなはだしきは健康をそこなうがごとき苦悩をなめる必要も無ければ、明けても暮れても点取り算段の苦労をする必要も無い。あくまで自由にして、啓発的に教育せんことに努めている。かくして各自の天賦の才能を培養し発育せしめく、明るい学を楽しましむるように教育する。あたかも春光慈雨に浴した花木が思いのままにすくすくと伸びていくようにしむけ、決して日蔭や陰雨に腐朽するがごときがあってはならないと考えているのである」と述べている。鈴木は「学校は知識を詰め込むことに一義的になってはならない。試験勉強は学生を強制して知識の詰め込みをさせるものである。多くの場合それは学生に対する苦痛である。それであるから試験が終わるとやれやれと一種の弛緩の気分を生じる」と述べている。しかし、定期試験は無くても、日常的なテストがあり、その成績が悪ければ再テストがあって学生はそれに合格する必要があった。

### 無賞罰
鈴木は「我が校は開校11年の久しきにわたって未だかつて、いわゆる校規に触れ、校則を破ったがために停学あるいは放校の処分を受けた者は一人も無い」と述べており、「しかし校則に触れた者が一人もいない」ということではなく、「私初め教員一同が完璧な教育をすることは到底できないことであり、この点において自ら不徳、無能であることを告白せざるを得ない」と述べた。鈴木は「悪事を犯した者を校外に放逐したとしても、それによって校内を浄化したとは到底考えられない。停学を命じたとしても必ずしも改悛を期することはできない」とし、「むしろその誤れる者の将来を教育することが教育本来の目的であると考える」とした。また鈴木は各種の賞品、特待生、優等生の表彰を全然行わないことにしており、「少数者を賞して多数を奨励するよりも、これを賞せずして相互の理解と自治自覚の道に導くことが重要である」と考えた。

### 楽しい勉強
鈴木は「多数の学生を教授する学校としては、能率的な試験制度を用いることが〈教師としてやむをえないこと〉と考えられているが、学生側からすれば学問を強制させられるから嫌なことである。それよりも試験から解放されて、自ら好んで勉強し、さらに進んで楽しんで勉強し得るなら、これに勝るものは無いであろう」と述べている。鈴木は生徒の学習意欲を何よりも大事にしており、学校教育の目的が知識や技術を身につけさせることだけであるとは全く考えていなかった。鈴木は「学校教育は学を好み、学を愛し、学を楽しむ習性を付与するものでなければならない。かくして知識欲に執着し、明るい希望を抱き、長い一生を幸福ならしめねばならない。」と述べている。

### 競争試験の廃止
鈴木は「我が校は入学試験ではなく入学検定を行っている」と述べ、口頭試問と体格検査を行った。口頭試問は受験者に「試問カード」を渡してそれに必要事項を書かせ、それを土台にして試問する方法だった。その試問の内容は氏名生年月日、族籍関係、出身校や趣味、近親の工業関係、学資のことなど、平凡な事項であった。体格検査は、工業従事者には特に健康と体力が必要なので、十分丁寧に検査することにしていた。鈴木は競争試験に対して「ある学校が多数の志願者から競争の結果、最優秀の入学者を選択せねばならぬとして努力することは果たして適当な考え方であろうか。厳しい選択をして自分の学校にのみ優良者を集め、他校に優良ならざる者を送って得々としているのであろうか。優良ならざる者をある程度の優良に引き上げねばならぬのが、我々教育者の責任である」と批判してる。

### ワンマン校長
鈴木は職員会議をほとんど開かず、他校には必ず置かれていた学科長も置かなかった。それらは校長である鈴木がほとんど肩代わりした。鈴木はその理由として「教授連中は、学生の教授指導と各自の学問研究に専心し、なるべく校務雑用の煩を避けしめ研究の時間を尊重したる」ためであったと述べている。職員会議は年に1、2度開かれるだけであったが、それでも「学校の事務は何の支障も無く滞りなく進行した」と述べている。鈴木は「教育や研究の時間を尊重する」ことの方が、「職員会議を開く」ことよりも優先順位が上だと考えていた。

### 自由啓発主義
鈴木の教育方針は自由啓発主義だった。何者の束縛も受けず、人間天賦の才能に応じた教育を施すことで、「生徒の自覚のないままに訓練をほどこす」ということを最も嫌った。鈴木は「自覚無き訓練は、犬に芸を教え込むのと同様」だと激しく反対している。鈴木は自覚と訓練について「訓練を与えるのではなく、自覚を促すのである。訓練は自覚から自生するものでなくてはならない。勉学に研究にその他万般のことに自覚し、判断を誤らぬ独立自主、すなわち健全なる個性を完美することを期するのである」と述べている。

## 三無主義教育の評価

### 多くの博士の誕生
横浜高等工業学校が会議よりも教授の研究時間を尊重した結果は、鈴木が校長を務めた1920年から1935年の間に9人の博士が誕生したことに現れている。

### 他校での模倣
鈴木の無試験主義を模倣した、神戸高等工業学校初代校長の廣田精一（1871－1931年）は、開校初年の1学期に期末試験の勉強で健康を害して休学する生徒を目の当たりにして、2学期から鈴木達治の無試験主義を取り入れた。広田は「無試験無落第」の方針について「本校は、なるべくひんぱんに、できうれば毎時間試験をするを原則としている。本校は志願者が概ね5倍から8倍を上下している。そのぐらい厳選を経て入学した者はまず優秀の部に属する。それを落第させる必要は無い。しかるにそれが及第しえぬということは、教師が不注意で速やかに生徒を誘惑から隔離せぬため、ついに不良生徒となるためだ。落第の反面には校長初め、教師の不行き届きが見えるのである」として、日常的に行う試験の意義を広い視野でとらえていた。広田はさらに「試験をたびたび行うと生徒がいかなる点を理解し得ないかもよくわかる」「試験は生徒を威する道具ではなく、生徒を教える道具であるべきだ」「答案は添削して返さねばならぬ」「このような試験は生徒に喜ばれこそすれ、嫌われるべきでない」と述べている。

### 同志社大学の模倣
第二次世界大戦後に同志社大学では、鈴木の「無処罰主義」が数年間取り入れられた時期があった。学長だった法学者の田畑忍は戦前に同志社大学で行われた鈴木の講演での三無主義に感銘した経験があったため、同志社大学で無賞罰を実行した。

### 学生の評価
鈴木を慕って東京高工と横浜高工の2校を卒業した生徒は「当時の試験制度の最も厳粛に行われた東京高工において、その制度に孤立してフリーパスのごとき採点方針を行っていたことはいかに当時の生徒に好印象を与えたかは想像するに余りあるものがあるが、さりとて鈴木先生の科目を学生が放棄したかといえばそうではなかった。先生の有機化学は元来無機化学と比べて実験が少なく内容も難しいが、当時の鈴木先生の講義ぶりには最も共鳴し、難しい学科だったので一言一句逃さずノートに筆記して自発的に勉強したのは、自由啓発主義の反映だった」と回想している。
また、別の横浜高等工業学校の卒業生は「受験するなら横浜高等工業学校を受験せよ。鈴木達治先生が校長をしておられる。人間味のある良い先生だ。講義も大変良かった。無機化学を教えてもらったが、先生が「ここが肝心だ」というところに線を引き、それを読んでおけば試験は満点だ。先生は、自由教育を標榜しておられるから、この学校に入学すれば愉快な学生生活が送れるよ」と述べている。

### 現代の三無主義
静岡県浜松市の私立浜松開誠館中学校・高等学校では、2022年度から中間・期末テストを廃止するという。目的は「各教科の単元ごとに授業を終えた段階でテストなどを実施することで、学習内容の定着を図る」としている。これは三無主義のうちの「無試験」を実施するものである。

### 鈴木の創造的な教育論
鈴木達治と他の教育学者との違いは、自分の経験や感覚をどのぐらい信じることができたかにあるという。鈴木は他の教育学者が欧米の教育学者の言説を輸入することばかりを仕事としていた時代に、教育学の常識的な見方に縛られることなく、自分の体験をもとにして自分が良いと思ったことを実践するという方針を取った。鈴木は教育学の専門家ではなく、教育の現場にいるからこそ創造性を発揮できたとも言える。一方で、校長のような権力を持った人物が、自分の経験に基づいた教育論を振り回すことは危険なものでもありえるという意見もある。当時の日本の教育学者で鈴木の三無主義教育を広く紹介しようとした者はいなかったという。